# Sad Wings of Destiny
Sad Wings of Destiny (укр. Сумні крила долі) — другий студійний альбом англійського хеві-метал гурту Judas Priest, випущений 26 березня 1976 року лейблом Gull Records. Вважається альбомом, на якому Judas Priest закріпили своє звучання та імідж, а пісні з нього, такі як «Victim of Changes» і «The Ripper», з тих пір стали концертними стандартами. Це був єдиний альбом гурту, в якому брав участь барабанщик Алан Мур.
Відомий своїм рифовим звучанням і широким діапазоном вокалу Роба Гелфорда, альбом демонструє широке розмаїття стилів, настроїв і текстур, натхненний такими групами, як Queen, Led Zeppelin, Deep Purple і Black Sabbath. Перша пісня «Victim of Changes» – це майже восьмихвилинний трек з важкими рифами, що чергуються з високим вокалом, протяжними гітарними партіями і повільним, похмурим розривом наприкінці. «Tyrant» і «The Ripper» – короткі, щільні та потужні пісні з великою кількістю партій і змін. Рифи і соло домінують у «Genocide», «Island of Domination» і «Deceiver», а більш спокійні моменти гурт знаходить у співучій «Epitaph» з фортепіанним супроводом і похмурій «Dreamer Deceiver».
Sad Wings of Destiny отримав позитивний прийом, але слабкі продажі. Перші два альбоми гурт записав на незалежному лейблі Gull в умовах обмеженого бюджету. Перебиваючись одним обідом на день і підробляючи, щоб прогодувати себе, гурт розчарувався у фінансовій ситуації і підписав контракт з CBS Records на свій наступний альбом, Sin After Sin. Розірвання контракту призвело до того, що права на альбом та його демо-записи потрапили до рук Gull. У ретроспективі альбом отримав визнання як один з найважливіших альбомів в історії хеві-металу, а його імідж і стиль вплинули на багато пізніших метал-гуртів, а також на пізні альбоми Judas Priest.

## Запис
Виходячи з невдалого досвіду запису попереднього альбому вже на стадії підготовки до запису Sad Wings of Destiny музиканти відмовилися від співпраці з продюсером Роджером Бейном, на заміну якому були запрошені Джеффрі Калверт і Макс Вест. Вест та Калверт були до цього відомі роботою аж ніяк не з рок-музикантами: найвідомішим результатом їх спільної праці став хіт Сари Брайтман «I Lost My Heart To a Starship Trooper».
|                | Gull запропонували нам попрацювати з ними. Як група ми відчували, що тепер у нас накопичилося достатньо знань, щоб домогтися від нового запису необхідного результату. Плюс до всього Джефф і Макс розуміли, що ми готові піти в роботу з головою. Минулого разу було не зовсім так. |
| — Роб Гелфорд, | |

Другою важливою зміною став відхід з групи ударника Джона Гінча та повернення Алана Мура.
|           | Алан повернувся з тієї ж причини, по якій ми вважали зміну продюсера необхідною. Кожна починаюча група повинна постійно стежити за своїм прогресом, якщо хоче далі підвищувати свій рівень. |
| — Гелфорд | |

Фінанси були обмежені: лейбл виділив на запис кожного з перших двох альбомів по 2 000 фунтів стерлінгів. Під час запису альбому учасники гурту обмежувалися одним прийомом їжі на день, а деякі з них підробляли: Тіптон працював садівником, Даунінґ – на фабриці, а Гілл – водієм фургона доставки. Гурт пішов до студії з наміром записати альбом, що поєднував би прямий рок з прогресивними нотками.
Запис відбувався протягом двох тижнів у листопаді та грудні 1975 року на студії Rockfield Studios в Уельсі з продюсерами Калвертом, Вестом і Крісом Цанґарайдсом в якості співінженера. Калверт і Вест були основними учасниками поп-групи Typically Tropical, яка очолила британські чарти 1975 року з піснею «Barbados», першим хітом Gull. Група залишалася тверезою під час запису, який тривав з 3:00 дня до 3:00 ночі. Зведення відбувалося протягом тижня у лондонській студії Morgan Studios.

Про той час К. К. Даунінґ згадував з неприхованим сумом: 
«Ось ми і сиділи собі в самій відомої студії — поруч всякі Black Sabbath та UFO, а ми живемо на хлібі та воді.»
Девід Гауеллс замовив у Патріка Вудроффа обкладинку під назвою Fallen Angel (укр. Падший янгол), на якій був зображений ангел, що бореться, оточений полум'ям і носить диявольський триконечний хрест, який був символом гурту. На зворотному боці обкладинки Гелфорд позував у подобі Христа, а готичні шрифти прикрашали лицьову і зворотну сторони обкладинки.

## Пісні
Victim of Changes
Майже восьмихвилинна «Victim of Changes» демонструє широкий динамічний діапазон ритму, текстури і настрою, з важкими рифами, мелодійною баладною секцією і протяжними гітарними партіями. Майже класичний вступ на двох гітарах веде до потужного основного рифу. Текст пісні розповідає про жінку, яка через пияцтво втрачає свого чоловіка через іншу жінку. Натхненний піснею Led Zeppelin «Black Dog», важкий риф чергується з а капельними пасажами, Гелфорд переходить на кричущі фальцети під час повільної паузи та драматичного завершення пісні.
Трек починався як дві пісні: «Whiskey Woman» та «Red Light Lady». «Whiskey Woman» була ранньою піснею Даунінґа і Аткінса, яку гурт вирішив не включати до свого першого альбому, хоча вона вже давно була улюбленим відкривачем на живих концертах і фігурувала на ранніх демо-записах. До неї гурт вплів повільну «Red Light Lady» – пісню, яку Гелфорд приніс зі свого попереднього гурту, Hiroshima.
The Ripper

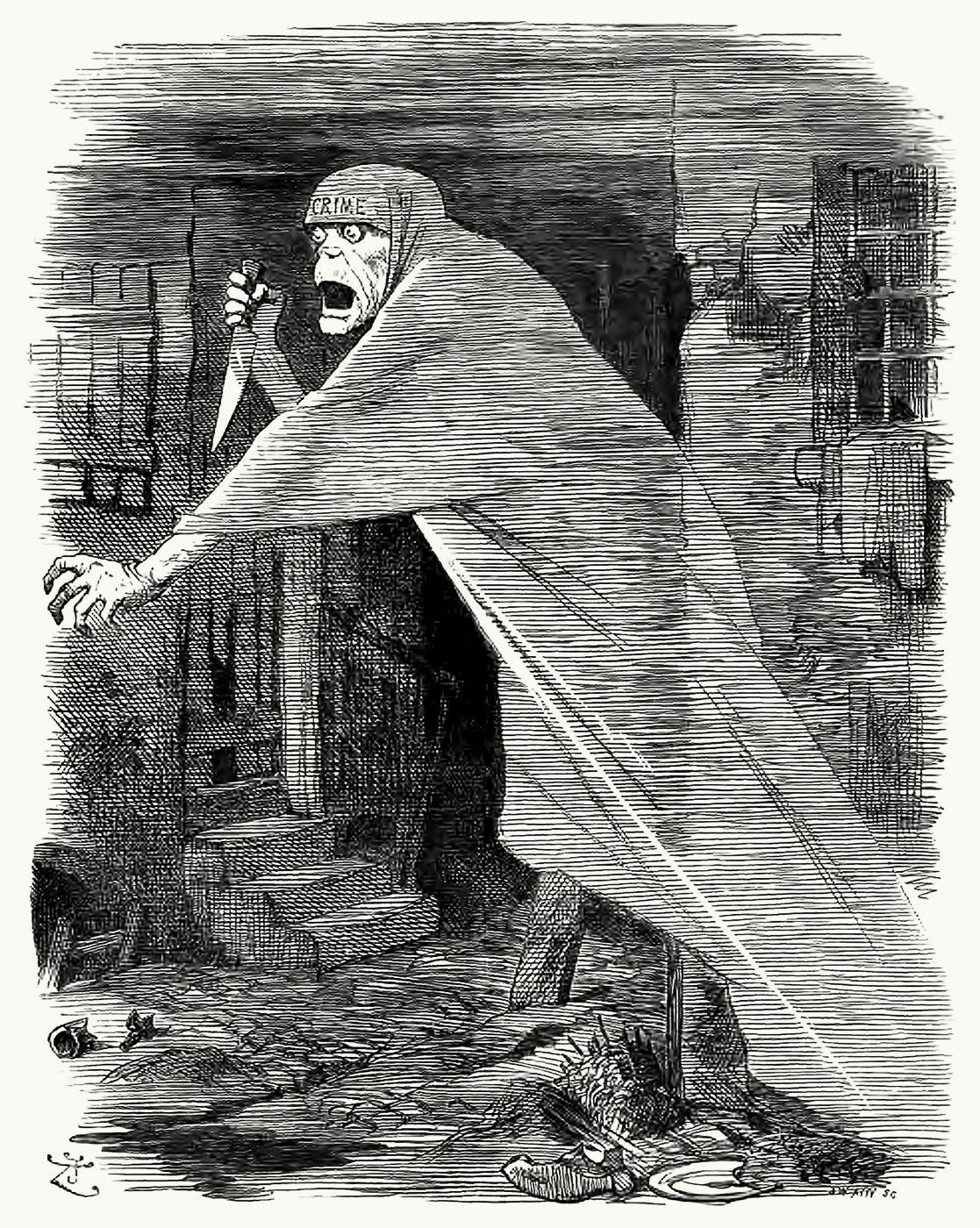
Пісня «The Ripper» написана з точки зору вікторіанського серійного вбивці Джека-Різника (зображеного тут на сучасному малюнку під назвою «Немезида нехтування» Джона Тенніела 1888 року).

Напружений, енергійний, насичений рифами «рокер», «The Ripper» має аранжування, натхненні Queen – особливо у високому багатошаровому вступному вокалі та класичних гітарах-близнюках. Текст пісні, написаний Тіптоном, написаний з точки зору вікторіанського серійного вбивці Джека Різника.
Dreamer Deceiver
Повільна балада з співучим вокалом і кричущим соло вокаліста, пісня слугує вступом до важкої «Deceiver», яка йде за нею. Спочатку Аткінс отримав часткове визнання за обидва треки, але заперечував свою причетність до них; з пізніших релізів це було вилучено.
Deceiver
Важка пісня з рифом, що пророкує технічний стиль спід-металу, «Deceiver» має енергійне соло і важкий, схожий на Black Sabbath, брейк з високим вокалом, що злітає вгору, досягаючи кульмінації в повторюваному акустичному завершенні.
Prelude
«Prelude» – це коротка інструментальна п'єса в стилі бароко, що чергує тоніку і домінанту, аранжована для фортепіано, синтезатора, гітар і том-том барабанів. Незважаючи на назву, пісня музично не пов'язана з наступним треком, «Tyrant».
Tyrant
Важкий трек, сповнений багатьох партій і змін темпу, «Tyrant», за словами Гелфорда, виражає його «огиду до будь-якої форми контролю».
Genocide
Перспективний, насичений рифами «рокер», що несе в собі вплив важких рок-пісень, таких як треки Deep Purple «Woman from Tokyo» і «Burn». Роб висловив сподівання, що «сильний і графічний» текст пісні «буде провокативним і дещо суперечливим і стимулюватиме людей». Фраза «гріх за гріхом» з тексту пісні «Genocide» стала назвою для наступного альбому гурту.
Epitaph
Спокійний трек з фортепіанним супроводом і багатошаровим вокалом у стилі Queen, за словами Гелфорда, слова «Epitaph» виражають розчарування через брак місця для молодих і старих у сучасних містах.
Island of Domination
«Island of Domination» – важка пісня зі складним рифом у стилі, що нагадує Black Sabbath. Даунінґ описав лірику як особисту для Гелфорда, жартуючи, що в ній «можливо, є кілька натяків».

## Відгуки та спадщина
Фанати, критики та гурт вважають Sad Wings of Destiny альбомом, на якому Judas Priest закріпили своє звучання та імідж. У Rolling Stone Кріс Ніколсон дав позитивну оцінку альбому, порівнявши його з альбомом Machine Head гурту Deep Purple. Мартін Попофф говорить про «переосмислення» жанру хеві-метал в альбомі. Технічна вправність і оперний вокал вказували на тенденції у хеві-металі, яким мали слідувати британські хеві-метал-гурти нової хвилі, такі як Iron Maiden, а похмура тематика альбому знову з'явилася в американському треш-металі 1980-х років, зокрема в музиці Slayer і Metallica. Ранньою ознакою впливу гурту було те, що Van Halen включали «Victim of Changes» у свої сети ще до того, як стали відомими. Дейв Мастейн з Megadeth розповідав, що його шурин, релігійна людина, вдарив його в обличчя за те, що він слухав Sad Wings of Destiny; Мастейн назвав це поворотним моментом, коли він обрав хеві-метал як кар'єру в якості «помсти». Мікаель Окерфельдт з Opeth назвав платівку своїм другим улюбленим метал-альбомом.PopMatters назвав альбом «зовсім не пошарпаним» і включив «Epitaph» до списку «25 найкращих пісень прогресивного року всіх часів» у 2011 році. Гелфорд назвав альбом своїм найулюбленішим у гурті.
Пісні «Victim of Changes», «The Ripper», «Tyrant» і «Genocide»  з'явилися на першому концертному альбомі гурту, Unleashed in the East. З них перші три зберігалися в сет-листах гурту до 2019 року, причому «Victim of Changes» є однією з найбільш виконуваних пісень гурту, в той час як «Genocide» була виключена на початку 1980-х років. «Dreamer Deceiver», «Deceiver» і «Island of Domination» були присутні в сет-листах 1975-76 років, 7 з 9 пісень альбому були виконані на концертах.
Під час сесій Гауеллс заохочував гурт до роботи над кавером на пісню «Diamonds & Rust» фолк-співачки Джоан Баез, але вона не увійшла до альбому. Перезапис кавер-версії став хітом у Великій Британії наступного року, коли гурт перейшов на лейбл CBS Records. В 1978 році Gull випустив версію з сесій на альбомі-збірнику The Best of Judas Priest.
На альбомі Painkiller з'явилася крилата фігура, яку Гелфорд описав як футуристичну версію занепалого ангела з обкладинки альбому Sad Wings of Destiny. На альбомі Angel of Retribution тема занепалого ангела знову відроджується: на обкладинці ангел піднімається і шукає відплати, а в пісні «Judas Rising» він скидає з себе похмурість і піднімається з оптимізмом.
Після того, як Гелфорд покинув гурт у 1990-х роках, на його місце був найнятий Тім Овенс після прослуховування пісень «Victim of Changes» і «The Ripper». Даунінґ і Тіптон згодом прозвали Оуенса «Різником» («Ріппером»). Оригінальний вокаліст Judas Priest Ел Аткінс записав версію «Victim of Changes» для свого альбому Victim of Changes 1998 року. Judas Priest часто виконували пісню «Mother Sun» під час епохи Sad Wings of Destiny, але ніколи не записували її. Балада з вокалом, схожим на вокал гурту Queen, збереглася лише у бутлегових записах. У 2014 році шведський метал-гурт Portrait випустив кавер-версію пісні як бі-сайд на CD-синглі 2014 року.

## Список композицій
| Сторона А | Сторона А           | Сторона А                                           | Сторона А  |
| #         | Назва               | Автор                                               | Тривалість |
| --------- | ------------------- | --------------------------------------------------- | ---------- |
| 1.        | «Victim of Changes» | Ел Аткінс, Ґленн Тіптон, Роб Гелфорд, К. К. Даунінґ | 7:47       |
| 2.        | «The Ripper»        | Тіптон                                              | 2:50       |
| 3.        | «Dreamer Deceiver»  | Гелфорд, Даунінґ, Тіптон, Аткінс                    | 5:51       |
| 4.        | «Deceiver»          | Гелфорд, Даунінґ, Тіптон                            | 2:40       |

| Сторона Б | Сторона Б              | Сторона Б                | Сторона Б  |
| #         | Назва                  | Автор                    | Тривалість |
| --------- | ---------------------- | ------------------------ | ---------- |
| 5.        | «Prelude»              | Тіптон                   | 2:02       |
| 6.        | «Tyrant»               | Гелфорд, Тіптон          | 4:28       |
| 7.        | «Genocide»             | Гелфорд, Даунінґ, Тіптон | 5:51       |
| 8.        | «Epitaph»              | Тіптон                   | 3:08       |
| 9.        | «Island of Domination» | Гелфорд, Даунінґ, Тіптон | 4:32       |

## Учасники запису

### Judas Priest
- Роб Гелфорд  — вокал
- К. К. Даунінґ  — гітари
- Ґленн Тіптон  — гітара, фортепіано , орган
- Іен Гілл  — бас
- Алан Мур  — ударні

### Виробництво
- Продюсери: Джеффрі Калверт, Макс Вест і Judas Priest
- Звукоінженери: Джеффрі Калверт, Макс Вест та Кріс Цанґарайдс
- Концепція обкладинки - Ніл Френч; Художник – Патрік Вудрофф
- Арт директор – Джон Паше
- Фотографії гурту: Лоренц Гуллаксен та Алан Джонсон